# 秋田市立千秋美術館
秋田市立千秋美術館（あきたしりつ せんしゅうびじゅつかん）は秋田総合生活文化会館・美術館（愛称：アトリオン）内に1989年（平成元年）に開館された公立美術館。

## 概要

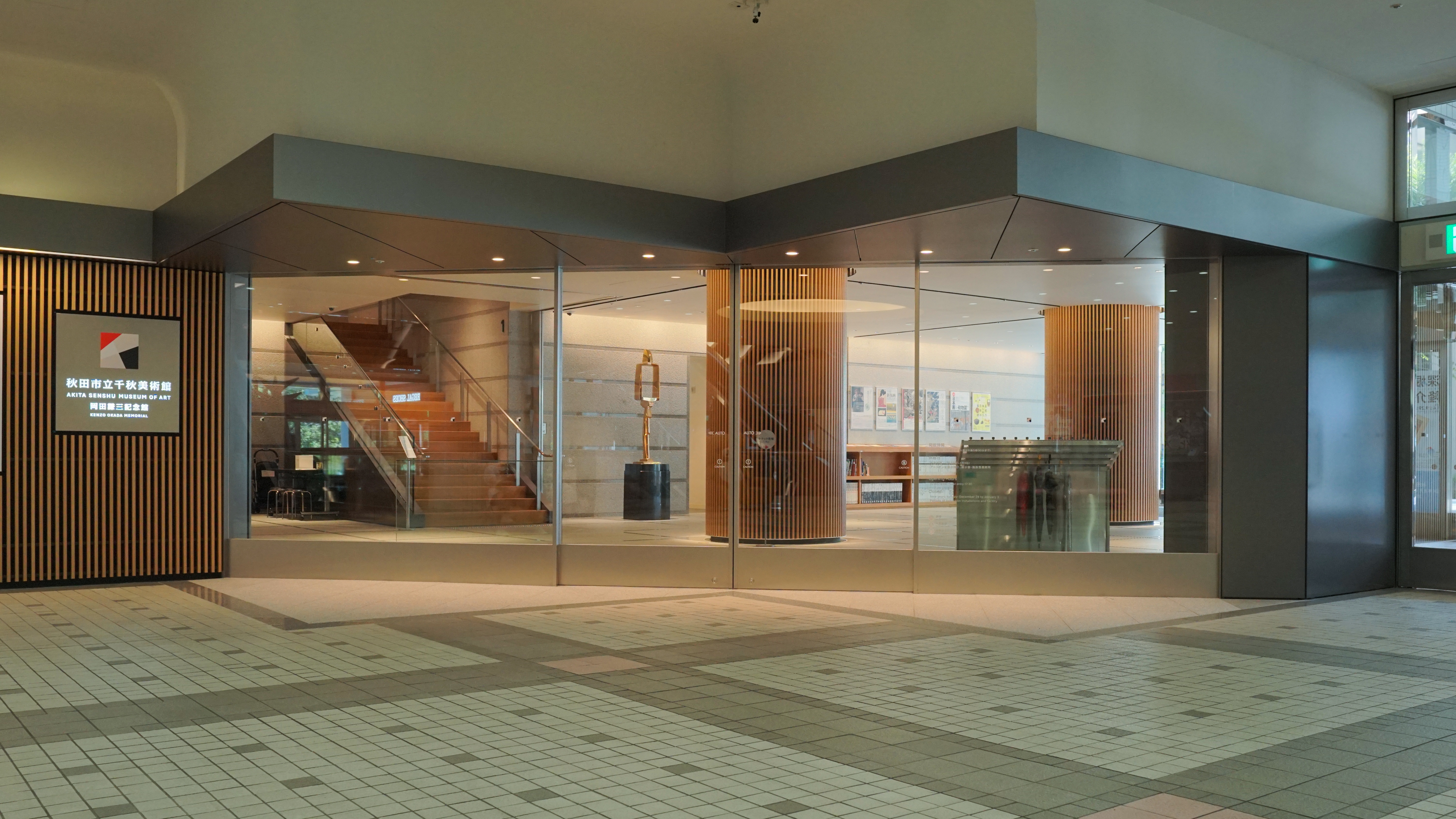
エントランス（リニューアル後）

前身は1958年（昭和33年）開館の秋田市美術館である。構想段階では幾つかの個人コレクションをまとめて収蔵することを想定していたが実現せず、当初は、1点の作品も持たずに借用による企画展を開催していた。開館後、県内屈指の美術コレクターでもあった奈良磐松から小田野直武・佐竹曙山などの秋田蘭画、郷土ゆかりの画家の寄贈を受け、館の根幹となるコレクションができる。それを皮切りに作家や個人コレクターの寄贈を受けてコレクションを増やしていった。平成元年の秋田市制施行100周年を記念し、岡田謙三夫人からの岡田作品の大量寄贈の申し出を契機に、現在の場所に移転し都市型の美術館へと再スタートした。
作品の収蔵方針は、（1）秋田蘭画とその関係資料、（2）秋田ゆかりの作家の作品、（3）岡田謙三と関係資料、（4）その他、国内外の優れた作品、の4点である。所蔵作品は、2001年（平成13年）時で2122点。なお、当初当館所蔵だった版画家勝平得之作品は秋田市立赤れんが郷土館・勝平得之記念館に練金家関谷四郎作品も秋田市立赤れんが郷土館・関谷四郎記念室に、それぞれ所管換えしている。また、秋田藩関係史料は、美術館系を除き元秋田市立美術館を改修した秋田市立佐竹史料館に漸次移している。
アトリオンビルの2･3Fに所在し、岡田謙三記念館を併設する。普及活動もさかんで、図書室は一般に開放されており、企画展の鑑賞となるような講演なども随時開いている。1Fはロビーになっており、チケット売り場とミュージアム・ショップになっている。
大規模改修のため、2022年6月13日から休館していたが、2024年6月29日にリニューアルオープンするとともに秋田蘭画の常設展示をスタートすることになった。

## 主な展示・収蔵品
【岡田謙三作品】
秋田市市制100年と千秋美術館の開館を記念して夫人（岡田きみ）より95点の作品が寄贈された。購入した作品も合わせて100点以上が収蔵されており、そのうち20～30点の作品を常時展示している。
- 『室内』（1936）
- 『子孫』（1959）
- 『黒と銀』（1965 - 66）
- 『青』（1971）

【秋田蘭画】
- 小田野直武 『児童愛犬図』
- 佐竹曙山 『蘭画写生帖』『湖山風景図』

【日本画】
- 平福百穂 『獅子図』
- 寺崎廣業 『唐美人』
- 高橋萬年 『永代橋』
- 谷文晁 『江山晩煙』
- 福田豊四郎 『福田薬局』

【洋画】
- 小西正太郎 『赤い着物の女』
- 紺野五郎 『けものみち・散歩道』
- 田口省吾 『岩礁』
- 金沢秀之助 『岩礁』

【写真】
- 木村伊兵衛 『おばこ』（1953）
- 大野源二郎 『丸子川の景（大曲）』（1951）
- 岩田幸助 『雪道（横手）』（1953）

## 所在地・開館時間等
- 所在地：秋田県秋田市中通二丁目3-8
- 開館時間：10:00 - 18:00
- 休館日：年末年始
- 観覧料（常設展）：一般310円、大学生210円、高校生以下および各種障害者手帳の保有者と介護者1名無料、20人以上団体2割引

## 交通アクセス
- JR奥羽本線・羽越本線 秋田駅西口下車、徒歩で約5分。